# Linia kolejowa nr 511
Linia kolejowa nr 511 – pierwszorzędna, zelektryfikowana, jednotorowa linia kolejowa łącząca stację Legionowo ze stacją Legionowo Piaski.